# Johnny Winter
Pour les articles homonymes, voir Winter.
John Dawson Winter III, né le 23 février 1944 à Beaumont (Texas) et mort le 16 juillet 2014 dans le District de Bülach en Suisse, est un guitariste et chanteur américain de blues et de rock. Admis en 1988 comme invité d'honneur au sein de la Blues Foundation, il est, en 2003, classé 74e sur la liste des 100 meilleurs guitaristes de tous les temps du magazine Rolling Stone.
Il est le frère du chanteur, saxophoniste et claviériste Edgar Winter. 

## Biographie

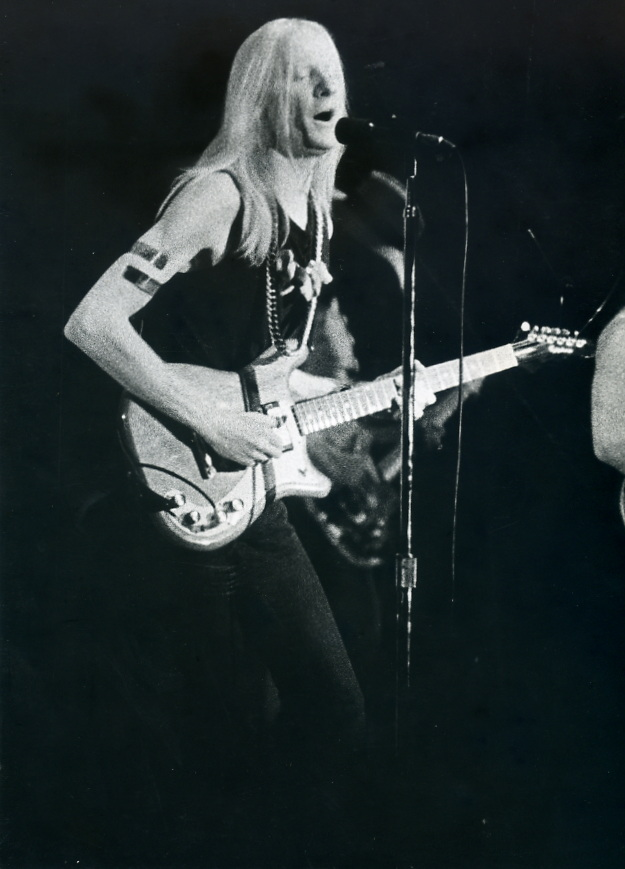
Johnny Winter au Santa Monica Civic Auditorium en 1969.

John Dawson Winter III, de son nom complet, est né le 23 février 1944 à Beaumont dans l’État du Texas. Il commence à pratiquer la musique très jeune avec son frère Edgar, albinos comme lui. Il enregistre School Day Blues sur un label de Houston dès l'âge de 15 ans avec son groupe Johnny and the Jammers. À cette époque, il admire sur scène les grands noms du blues classique (Muddy Waters, B. B. King ou Bobby Blue Bland). 
En 1968, Johnny crée un trio avec le bassiste Tommy Shannon (qui jouera plus tard avec Stevie Ray Vaughan) et le batteur Uncle John Turner (décédé en 2007), groupe qu'un article dans le magazine Rolling Stone contribue à lancer. Le groupe sort les albums The Progressive Blues Experiment en 1968 et Johnny Winter en 1969, et participe à de nombreux festivals de rock,  Woodstock en particulier. La même année, il sort son album le plus abouti Second Winter du rock teinté de blues avec une reprise de Highway 61 Revisted de Bob Dylan. Le groupe est composé de « Uncle » John Turner à la batterie, Tommy Shannon à la basse, de son frère Edgar au saxo, au piano et à l'harmonica. Ce fut son album le plus vendu et il l'installera en haut de l'affiche de la musique pop. Particularité de ce double album : il ne possédait que trois faces, la quatrième étant vierge. Une première dans la musique et la maison de disque avait fait appel au grand photographe Richard Avedon pour faire les photos de l'album. Une réussite puisque les originaux se trouvent désormais à la bibliothèque du Congrès avec ceux légués par Avedon à sa mort.     
En 1970, Johnny enregistre Rock and Roll Hoochie Koo de Rick Derringer avec un groupe formé de ce dernier à la guitare, Randy Jo Hobbs à la basse et Randy Z. à la batterie, anciennement des McCoys. Ce titre se retrouve sur l'album Johnny Winter And produit en 1970.
En 1973, après avoir lutté avec des problèmes de drogue, il effectue son retour avec Still Alive and Well.
De 1977 à 1980, il produit et participe à quatre albums de Muddy Waters, Hard Again en 1977, I'm ready en 1978, Muddy "Mississippi" Waters – Live en 1979 et King Bee en 1981, les deux premiers furent récompensés par des Awards. Il enregistre également son album Nothin' But The Blues avec des musiciens du groupe de Muddy Waters. Il a joué aussi sur l'album live Breakin' It Up, Breakin' It Down de Muddy Waters et James Cotton, enregistré live en Mars 1977 et publié en 2007. 
En 1988, il est introduit dans le Blues Hall of Fame.
Durant les années 2000 et 2010, il publie des albums live, The Bootlegs series, onze albums sont déjà parus, témoignant des concerts des années 1970 et 1980.
En 2011 il enregistre Roots, son premier album depuis sept ans. Comme son titre l'indique, Johnny Winter rend hommage aux bluesmen qui l'ont influencé. Les invités sont nombreux : Derek Trucks, Gregg Allman, Warren Haynes, Billy Gibbons.
En concert à Paris début juillet 2011, sa tournée continue pendant l'été et l'automne.
Le 7 avril 2013, un concert était prévu à l'Olympia de Paris réunissant Johnny Winter et Alvin Lee pour la première fois depuis le 27 février 1983 au Palladium de New York. Finalement, Alvin Lee meurt un mois plus tôt (le 6 mars). Pour lui rendre hommage, de grands noms de la guitare, dont Johnny Winter accompagné de son frère Edgar, Tommy Emmanuel, Robben Ford et Johnny Gallagher, décident de se réunir ce 7 avril 2013.
Johnny Winter meurt le 16 juillet 2014, dans un hôtel dans le District de Bülach, deux jours après sa toute dernière prestation mondiale, au Cahors Blues Festival.

## Instruments et style de jeu
Johnny Winter joue essentiellement sur des Gibson Firebird dont le nom est aujourd'hui naturellement associé au guitariste. Il a aussi joué sur des Fender, des National et sur une guitare Lazer du fabricant texan Marc Erlewine.
Le jeu de Johnny Winter est particulièrement rapide et énergique. Johnny utilise un onglet au pouce, ce qui lui permet d'attaquer fortement ses cordes, donnant une couleur particulière au son qu'il produit. Johnny Winter utilise fréquemment le bottleneck, aussi bien sur guitare électrique que sur guitare acoustique à résonateur. La musique de Johnny Winter plonge ses racines dans le blues. Sa puissance et sa rapidité, ainsi que sa voix rocailleuse, l'amènent souvent dans des territoires hard blues / rock.

## Récompenses et hommages
- Winter reçoit deux Grammy Awards comme producteur des albums Hard Again et I'm Ready de Muddy Waters. Trois de ses propres albums sont nommés pour les Grammys.
- Il est l'un des nombreux intervenants lors du Festival de Woodstock : il joue neuf chansons dont deux avec son frère Edgar Winter. Il est l'un des seuls artistes payés à cette occasion, mais son groupe n'apparaît pas dans le film réalisé sur le festival.
- Il apparaît sur la couverture du premier numéro du magazine Guitar World en 1980.
- En 1988, il entre dans le Blues Hall of Fame.
- Les Smashing Pumpkins lui rendent hommage avec la chanson instrumentale Tribute to Johnny.
- Jean-Jacques Goldman le cite dans sa chanson Bonne idée.
- Hubert-Félix Thiéfaine le cite dans sa chanson 27e heure - Suite faunesque.
- Un an avant sa mort, le 6 juillet 2013, il apparaît handicapé sur le plateau de Jazz à Vienne en première partie de Shemekia Copeland et de Robert Cray.

## Discographie officielle

### Albums studio
- 1968 : The Progressive Blues Experiment
- 1969 : Johnny Winter
- 1969 : Second Winter (double 33T avec la 4e face vierge)
- 1970 : Johnny Winter And
- 1973 : Still Alive and Well
- 1974 : Saints and Sinners
- 1974 : John Dawson Winter III
- 1977 : Nothin' But the Blues
- 1978 : White, Hot and Blue
- 1980 : Raisin' Cain
- 1984 : Guitar Slinger
- 1985 : Serious Business
- 1986 : Third Degree
- 1988 : The Winter of '88
- 1991 : Let Me In
- 1992 : Hey, Where's Your Brother?
- 2004 : I'm a Bluesman
- 2011 : Roots
- 2014 : Step Back

### Albums en public
- 1971 : Live Johnny Winter And
- 1976 : Captured Live!
- 1976 : Together
- 1993 : White Lightning (Dallas, 1er septembre 1969)
- 1998 : Live in NYC '97
- 2007-2014 : Live Bootleg Series Vol.1-11
- 2010 : Live at the Fillmore East 10/3/70
- 2011 : Rockpalast: Blues Rock Legend Vol. 3 (Essen, avril 1979)

### Johnny Winter and Edgar Winter
- 1976 : Together: Edgar Winter and Johnny Winter Live
- 1994 : Outstanding Brothers 2 CD - Enregistré live en 1974 et 1983.

### Participations
- 1968 : Fillmore East: The Lost Concert Tapes 12/13/68 de Mike Bloomfield et Al Kooper - Guitare et chant sur It's my own fault.
- 1970 : Entrance de Edgar Winter - Guitare et harmonica sur Tobacco Road.
- 1971 : Edgar Winter's White Trash de Edgar Winter - Guitare, harmonica, chant.
- 1972 : Roadwork de Edgar Winter - Guitare, chant sur Rock & Roll Hoochie Koo.
- 1975 : Jasmine Nightdreams de Edgar Winter - Guitare slide, harmonica.
- 1975 ; Temple of Birth de Jeremy Steig - Guitare sur 3 pièces.
- 1977 : Hard Again de Muddy Waters  - Guitare, production.
- 1978 : I'm Ready de Muddy Waters - Guitare, production.
- 1979 : Muddy "Mississippi" Waters – Live de Muddy Waters - Guitare, chœurs, production.
- 1979 : Blast de Blast - Guitare.
- 1981 : King Bee de Muddy Waters - Guitare, production.
- 1983 : Whoopin’ de Sonny Terry - Guitare, piano, production.
- 1991 : Rush Original Soundtrack - Artistes Variés - Rock & Roll Hoochie Koo
- 2007 : Breakin' It Up, Breakin' It Down de Muddy Waters et James Cotton. Guitare. Enregistré live en Mars 1977.
- 2018 : Both Sides of the Sky de Jimi Hendrix Guitare sur Things I Used to Do de Guitar Slim.

### Principales compilations et albums non officiels
- First Winter (1969) (onze chansons enregistrées en studio entre 1960 et 1968, produit par Huey P. Meaux)
- About Blues (1970)
- Early Times (1970)
- Before the Storm (1970, double 33T)
- Austin, TX (1974, double 33T live)
- Live at the Tower Theater (1977)
- Ready For Winter (1981)
- Livin' in the Blues (1987, Castle, UK)
- Birds Can't Row Boats (1987)
- Five After Four AM (1989)
- A Lone Star Kind of Day (1990)
- Living the Blues (1990, Thunderbolt, UK)
- Jack Daniel's Kind of Day (1992)
- Scorchin' Blues (1992)
- Gold Collection / Original Blues History (1994)
- White Hot Blues (1997)
- Back in Beaumont (2000)
- The Essential Johnny Winter (2013, 2 CD, 34 chansons)
- True to the Blues: The Johnny Winter Story (2014, 4 CD, 57 chansons)

### Film documentaire
- 2014 : Johnny Winter: Down & Dirty, film documentaire sur la vie et la carrière musicale de l'artiste, réalisé par Greg Olliver (104 minutes). Le film est présenté le 12 mars 2014 au South by Southwest film festival et sort en DVD le 4 mars 2016.